# 山頂倉庫
22°16′19″N 114°08′59″E / 22.27194°N 114.14972°E

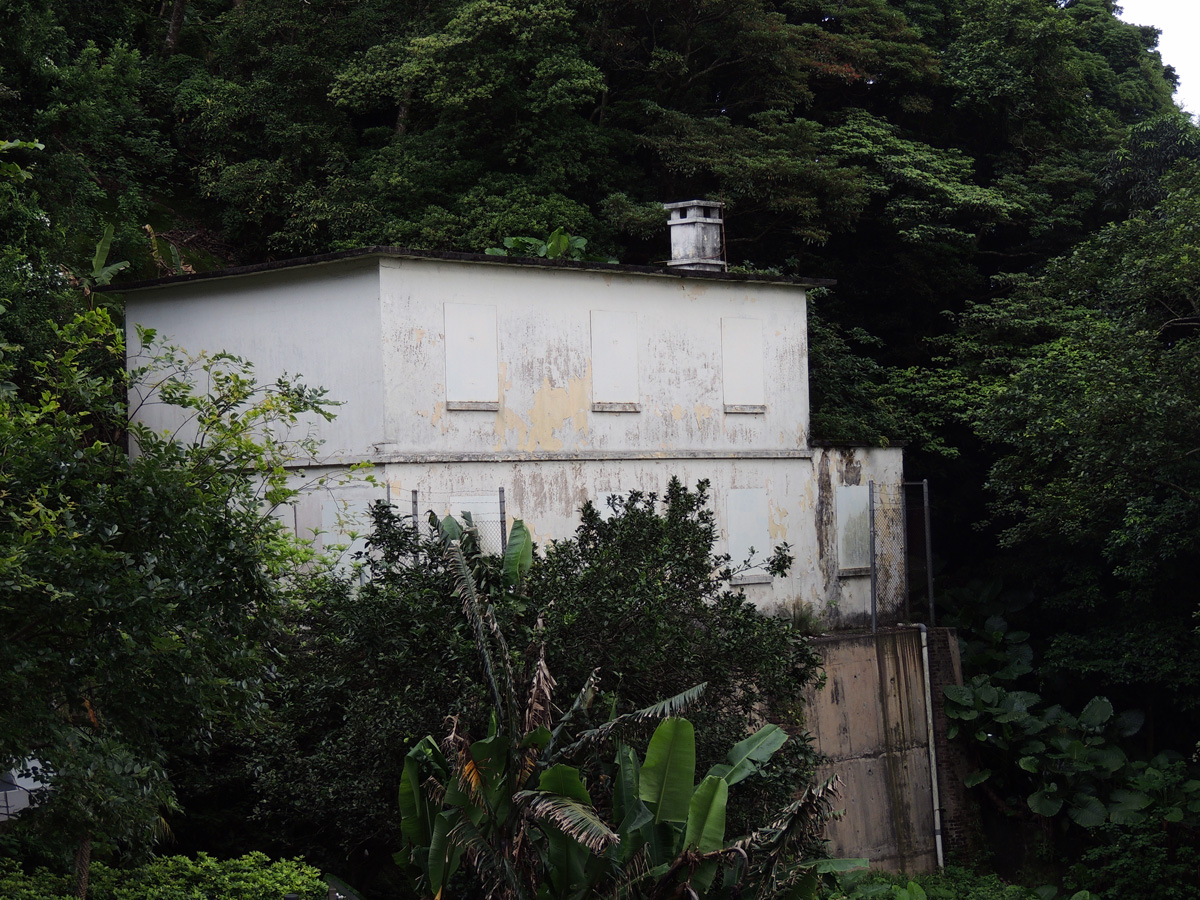
山頂倉庫

山頂倉庫（Peak Depot）是水務署的一個倉庫，位於香港島太平山爐峰峽舊山頂道102號，鄰近凌霄閣，現被列為香港二級歷史建築。
山頂倉庫建於1910年代，為一座兩層高的白色大屋，當時是水務署的辦公地方及倉庫。辦公室為水務署於山頂區的辦事處，內設其職員宿舍。倉庫則主要用作存放緊急設備。
現時山頂倉庫仍然由水務署管理，但現已空置。雖然民間曾有建議發展為旅遊用途，但政府仍未訂出未來用途。